# آتامانتا
آتامانتا (نام علمی: Athamanta) نام یک سرده از راسته کرفس‌سانان است.